# Héctor Lavoe

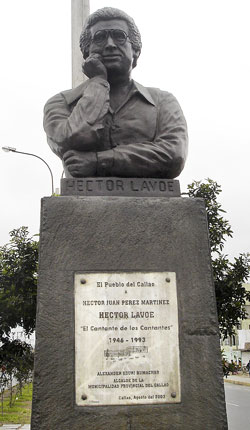
Statue von Héctor Lavoe in Los Barracones, Callao, Peru

Héctor Lavoe [ˈektor laˈβo] (eigentlich Héctor Juan Pérez Martínez; * 30. September 1946 in Ponce, Puerto Rico; † 29. Juni 1993 in New York City, Vereinigte Staaten) war ein puerto-ricanischer Komponist und Sänger.

## Leben und Musik
Héctor Lavoe wuchs im Stadtteil San Antonio der puerto-ricanischen Stadt Ponce auf. Er war schon seit seiner Jugend an der Musik interessiert und sang schon mit 14 Jahren in einer puerto-ricanischen Gruppe. Mit 16 Jahren ging er nach New York um seine Zukunftsaussichten zu verbessern und mehr aus seinem Talent zu machen.
In New York wurde der Musiker Johnny Pacheco auf Lavoe aufmerksam. Zunächst sang Lavoe nur aushilfsweise bei Auftritten. Während dieser Zeit begann Pacheco Musiker für sein neues Fania-Label anzuwerben. Pacheco stellte Lavoe dem Posaunisten Willie Colón vor. Lavoe und Colon arbeiteten in der Folge über acht Jahre zusammen und nahmen 10 Alben auf. Lavoe und Colón kombinierten dabei Salsa, traditionelle afro-karibische Musik, Cumbia, Merengue sowie Jazz. In den Texten nahm Lavoe Bezug auf nahezu alle Aspekte der afro-karibischen Kultur und Religion vom Katholizismus bis zur Santería.
Mit dem Weggang von Willie Colón löste sich diese Gruppe auf und Héctor Lavoe begann eine Solokarriere. Große Erfolge in dieser Zeit waren zum Beispiel Periódico de ayer und El cantante.
Zu Beginn der 1980er Jahre sank seine Popularität und für Héctor Lavoe begann eine Zeit voller Tragödien und Exzesse. Der Mord an seiner Schwiegermutter, der Tod seines Bruders (bei einem Autounfall), der Unfalltod seines Sohnes und der Bruch seiner Beine bei einem Sprung aus dem Fenster seines brennenden Apartments in Queens waren Erlebnisse, die ihn, verstärkt durch seine Drogensucht, in schwere Depressionen stürzten.
1988 stürzte er sich in Bayamón, Puerto Rico aus dem neunten Stock des Hotels El Condado. Er überlebte den Sturz, war aber in der Folge durch diesen Zwischenfall schwer gezeichnet. Durch seinen Vertrag war er gezwungen, selbst in diesem Zustand noch weitere Konzerte zu geben.
Durch die finanziellen Probleme, in denen er sich am Ende seiner Karriere befand, wurden seine Depressionen noch weiter verstärkt, was zu seinem endgültigen Absturz führte.
Er starb am 29. Juni 1993 im Memorial Hospital in Queens, New York, an den Folgen von AIDS und wurde auf dem Saint Raymond Friedhof in Queens beerdigt. Neun Jahre später wurde sein Leichnam, wie es sein Wunsch gewesen war, in seine Geburtsstadt Ponce überführt.
Das Leben von Héctor Lavoe wurde 2006 unter dem Titel „El Cantante“ verfilmt. Die Hauptrollen spielen Marc Anthony und Jennifer Lopez.

## Bekannteste Songs
Zu seinen bekanntesten Liedern gehören El cantante, Periodico de ayer, Plato de segunda mesa, Che che cole, Rompe saraguey, El todo poderoso, Mi gente, Todo tiene su final, Calle Luna, Calle Sol, El rey de la puntualidad und La murga de Panamá.

## Diskografie

### Alben
- 1975: La Voz
- 1976: De Ti Depende
- 1978: Comedia
- 1979: Recordando a Felipe Pirela
- 1979: Feliz Navidad
- 1980: El Sabio
- 1981: Que Sentimiento
- 1983: Vigilante
- 1985: Reventó
- 1987: Strikes Back
- 1993: The Master & The Protegé mit Van Lester
- 2007: El Cantante – The Originals (US: Gold (Latin))[1]
- 2007: A Man and His Music (US: Platin (Latin))

### Kompilationen
- 1980: Hector’s Gold
- 1997: Fania All Stars with Héctor Lavoe
- 1997: En Vivo
- 2000: Swings
- 2001: Tu Bien Lo Sabes

zusammen mit Willie Colón
- 1967: El Malo
- 1968: The Hustler
- 1969: Guisando
- 1970: Cosa Nuestra
- 1971: Asalto Navideño Vol. 1
- 1971: La Gran Fuga
- 1972: El Juico
- 1972: Asalte Navideño Vol. 2
- 1973: Lo Mato
- 1975: The Good, The Bad & The Ugly